# 비르알리벤켈리파

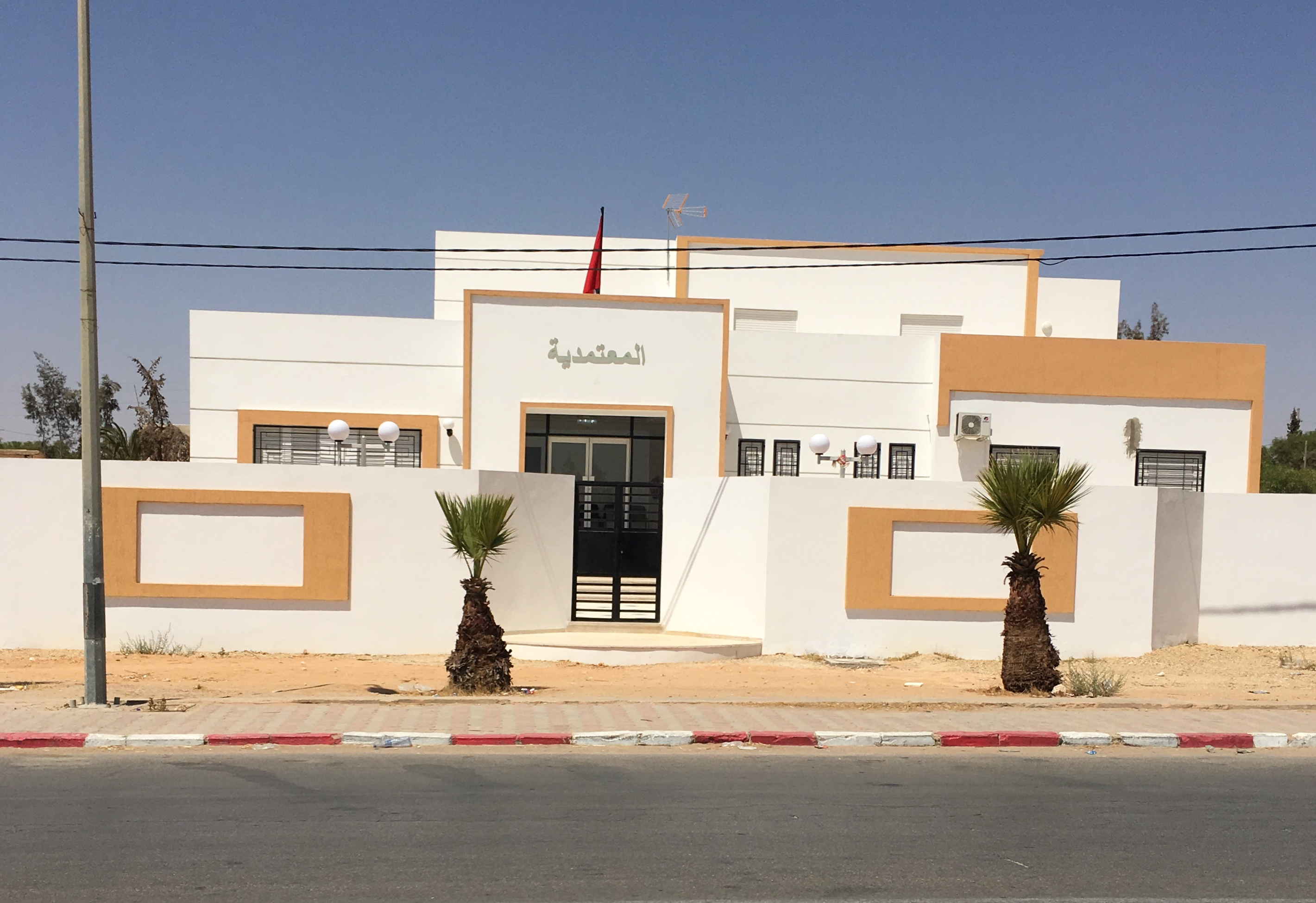

비르 알리 벤 켈리파(영어: Bir Ali Ben Khélifa)는 튀니지 스팍스 주에 있는 도시이다. 인구는 4,460명(2004년)이다. 스팍스로부터 60km 떨어진 곳에 있다.